# Darwinia Mónaco de Gallicchio
Darwinia Rosa Mónaco de Gallicchio (Argentina, 31 de mayo de 1925 - Rosario, Argentina, 28 de noviembre de 2008) fue una activista por los derechos humanos, integrante de Abuelas de Plaza de Mayo y de las Madres de la Plaza 25 de Mayo (la representación rosarina de las Madres). Su hija, Stella Maris Gallicchio, estudiante de psicología, fue detenida el 5 de febrero de 1977 en la ciudad de Buenos Aires y se encuentra desaparecida desde entonces. Es la abuela de Ximena Vicario, secuestrada junto a su madre a los nueve meses y adoptada en forma irregular.
Darwina nació en el seno de una familia acomodada. Era la única hija de un militante anarquista, que la llamó Darwinia por Charles Darwin y Rosa por Rosa Luxemburgo. Contrajo matrimonio con Carlos Gallicchio y tuvo tres hijas. Ella misma se presentaba así: 

“Soy Darwinia Mónaco de Gallicchio, estoy acá, soy la referente de Abuelas, no presidenta ni nada de todo eso. La referente en Rosario… Hace desde el año 77 que estoy trabajando en esto, cuando desaparecieron a mi hija, mi yerno, un empleado de mi marido y robaron a mi nieta. Desde ese día dediqué mi vida a esto, sin parar. Por ahí me dice la gente: ‘Demasiado’, sí, pero me tocó y bueno, lo admití, lo sobrellevé como pude y además, bueno, lo hago con tanta devoción, digamos, que jamás lo dejaría, hasta el día que pueda, mi salud lo permita, voy a seguir trabajando en esto”.

Falleció producto de una afección cardíaca en Rosario, el 28 de noviembre de 2008. Su nieta Ximena fue localizada cerca de 1982 y restituida a su familia el 3 de enero de 1989. 